# 曾存
曾存（1965年11月—），四川广安人。男，汉族。1985年8月参加工作，1987年7月加入中国共产党。新疆喀什农机校农机化专业毕业，新疆维吾尔自治区党委党校科学社会主义与国际共运专业毕业。
1983年9月，在新疆喀什农机校农机化专业学习。1985年8月，任喀什地区疏附县人民政府办公室秘书。1990年9月，任疏附县体改办副主任。1991年8月，任喀什地委办公室副科级、正科级、副县级秘书。1996年10月，任喀什地区畜牧处党组成员、副处长。1998年2月，任畜牧局党组书记、副局长。2000年12月，任中共泽普县委书记。2006年11月，任中共喀什市委书记。2007年3月，任中共喀什地委委员、喀什市委书记。2010年12月，任中共喀什地委委员、喀什市委书记、喀什特殊经济开发区党工委书记。2011年7月，任中共克孜勒苏柯尔克孜自治州党委书记。2013年3月，任中共喀什地委书记。2016年12月，任中国共产党伊犁哈萨克自治州委员会党委书记。
2013年，当选第十二届全国人民代表大会新疆地区代表。